# Лосано, Джон Харольд
Джон Харольд Лосано Прадо (исп. John Harold Lozano Prado; род. 30 марта 1972 года в Кали, Колумбия) — колумбийский футболист, полузащитник. Известен по выступлениям за «Америку» из Кали, «Реал Вальядолид» и сборную Колумбии. Участник чемпионатов мира 1994 и 1998 годов, а также Олимпийских игр в Барселоне.

## Клубная карьера
Лосано родился в Кали и начал свою карьеру в местной «Америке». В 1991 году он дебютировал в кубке Мустанга, в команде он выступал с такими футболистами, как Фредди Ринкон и Антони де Авила. В 1992 году Джон впервые выиграл чемпионат Колумбии. В 1995 году Лосано перешёл в бразильский «Палмейрас», но так и не сыграл из-за травмы ни одного матча. Летом того же года он перешёл в мексиканскую «Америку». Джон быстро завоевал место в основе клуба и вернул форму времен игры за клуб из Кали. За клуб он провел 27 матчей и забил 8 голов.
Летом 1996 года Лосано перешёл в испанский «Реал Вальядолид». В своем первом сезоне он сыграл 22 матча и забил гол в ворота «Сельты». По итогам сезона клуб пробился в зону УЕФА. Летом 2002 году Джон принял приглашение «Мальорки», где стал одним из ключевых футболистов команды. В своем первом сезоне он сыграл 29 матчей и отличился мячами в ворота «Эспаньола» и «Бетиса».
Летом 2003 года Джон вернулся в Мексику, где отыграл сезон за «Пачуку», где и закончил карьеру в возрасте 32 лет.

## Международная карьера
В 1992 году Джон в составе олимпийской сборной принимал участие в летних Олимпийских играх в Барселоне.
31 марта 1993 года в товарищеском матче против сборной Коста-Рики Лосано дебютировал за сборную Колумбии. В том же году он принял участие в своем первом крупном международном турнире — Кубке Америки, на котором сборная завоевала бронзовые медали.
В 1994 году Джон в составе национальной команды поехал на чемпионат мира в США. На турнире он появился на поле только во втором тайме поединка против сборной Швейцарии. В конце этого матча Лосано отметился забитым мячом. В 1995 году Лосано во второй раз стал бронзовым призёром кубка Америки.
В 1998 году Джон вновь поехал на первенство мира. На этот раз он был основным футболистом и принял участие во всех поединках сборной, против Англии, Туниса и Румынии. После мундиаля Лосано в третий раз выступил на кубке Америки.
В 2003 году он впервые принял участие в розыгрыше Золотого кубка КОНКАКАФ. На турнире Джон принял участие в матчах против Ямайки и Гватемалы.
В том же году после участия в нескольких матчах отборочного турнира чемпионата мира 2006 Лосано принял решение завершить карьеру в сборной. За национальную команду он сыграл 48 матчей и забил 3 гола.

## Достижения
Командные
 «Америка Кали»
- Чемпионат Колумбии по футболу — 1992

Международные
 Колумбия
- Кубок Америки — 1993
- Кубок Америки — 1995

Индивидуальные
- Лучший бомбардир чемпионата Колумбии — 1990